# Robert de Provenchères
Robert Marie-Joseph François de Provenchères, né le 10 mars 1907 à Moulins, et mort le 16 mars 1992 à Thiais, est un prélat catholique français, premier évêque de Créteil, de 1966 à 1981.

## Biographie
Robert Marie-Joseph François de Provenchères est né le 10 mars 1907, à Moulins, dans le département de l'Allier, en Auvergne.  
Il est ordonné prêtre le 24 juin 1935, puis devient le premier évêque de Créteil, le 9 octobre 1966.
Il reçoit la consécration épiscopale des mains de Pierre Veuillot, archevêque coadjuteur de Paris, le 20 novembre 1966.
Il se retire le 13 août 1981 et reçoit le titre d'évêque émérite de Créteil.
Il meurt six jours après son quatre-vingt-cinquième anniversaire, le 16 mars 1992, au monastère de l'ordre de l'Annonciation de la Vierge Marie (ou Annonciades), à Thiais, dans le département du Val-de-Marne, en Île-de-France. Il est le premier évêque inhumé dans le nouveau caveau des évêques construit au centre de la cathédrale de Créteil.